# Aline MacMahon
Aline Laveen MacMahon (* 3. Mai 1899 in McKeesport, Pennsylvania; † 12. Oktober 1991 in New York City, New York) war eine US-amerikanische Filmschauspielerin, die zwischen den 1920er- und 1970er-Jahren eine lange und erfolgreiche Karriere bei Theater, Film und Fernsehen hatte.

## Leben
MacMahon war die Tochter jüdischer Eltern, ihre Mutter starb erst 1985 mit 106 Jahren. Schon bald nach ihrer Geburt zog die Familie nach New York. Dort besuchte Aline die Erasmus Hall High School und das Barnard College.
In den frühen 1920er-Jahren begann MacMahon an Broadwaybühnen vorzusprechen. Sie bekam die ersten Rollen und spielte von da an immer wieder am Theater, auch als 1931 ihre Filmkarriere mit Mervyn LeRoys Kriminalfilm Spätausgabe begann. In den folgenden Jahrzehnten sollte sie zwischen Engagements für Hollywood-Produktionen und für Theaterrollen, insbesondere am Broadway, pendeln.
MacMahon wirkte als Charakterdarstellerin in über 40 Kinofilmen mit. Sie arbeitete unter anderem mit den Regisseuren Mervyn LeRoy, William A. Wellman, W. S. Van Dyke, Clarence Brown, Anatole Litvak, Mitchell Leisen, Jacques Tourneur, Fred Zinnemann und Anthony Mann zusammen. Sie stand zudem an der Seite von so bekannten Schauspielkollegen wie Edward G. Robinson, Loretta Young, William Powell, Douglas Fairbanks jr., Paul Muni, Joan Crawford, Lionel Barrymore, Cary Grant, Marlene Dietrich, Fred MacMurray, Katharine Hepburn, Walter Huston, Montgomery Clift, Burt Lancaster, James Stewart, Glenn Ford, Maria Schell und Charlton Heston vor der Kamera. Während MacMahon in teureren Filmproduktionen in der Regel Nebendarstellerin blieb, war sie in einigen kleineren Filmen auch als Hauptdarstellerin zu sehen: Mit Guy Kibbee, der mehrfach ihren Film-Ehemann spielte, drehte sie etwa in den 1930er-Jahren mehrere Komödien. 1935 spielte sie in Kind Lady die Titelrolle einer Gesellschaftsdame, die durch einen von Basil Rathbone gespielten Liebhaber in seine Abhängigkeit gebracht wird.
MacMahon bewies sich als vielseitige Filmschauspielerin: War sie anfangs noch hauptsächlich als schlagfertige Frau von Welt zu sehen, zeigte sie sich ab ihrem Auftritt als betrogene Ehefrau eines von Edward G. Robinson gespielten Fremdgehers in Silberdollar (1932) auch oft in ernsthaften Rollen mit gewisser Tragik. Ein Höhepunkt ihrer Filmkarriere war 1945 die Oscarnominierung als Beste Nebendarstellerin für ihre Rolle in dem Kriegsdrama Drachensaat. Sie war in ihren späteren Filmrollen oft als Mutter oder Großmutter der Hauptfigur besetzt. Im Theaterstück All the Way Home und der gleichnamigen Verfilmung 1963, die auf James Agees Roman Ein Todesfall in der Familie basierten, übernahm sie die Rolle der Tante Hannah. Ab Mitte der 1960er-Jahre beschränkte sich MacMahons Filmografie auf einige Auftritte in Fernsehserien, 1975 zog sie sich aus dem Filmgeschäft zurück.
1928 heiratete Aline MacMahon den Architekten und Stadtplaner Clarence Stein. Bis zu seinem Tod im Jahr 1975 blieb das Paar 47 Jahre lang verheiratet. Die Ehe blieb kinderlos. Im Alter von 92 Jahren verstarb Aline Laveen MacMahon an den Folgen einer Lungenentzündung.

## Filmografie (Auswahl)
- 1931: Spätausgabe (Five Star Final)
- 1932: Week-End Marriage
- 1932: Reise ohne Wiederkehr (One Way Passage)
- 1932: Silberdollar (Silver Dollar)
- 1933: Goldgräber von 1933 (Gold Diggers of 1933)
- 1933: Heroes for Sale
- 1934: Babbitt
- 1935: Wo die Liebe hinfällt (I Live My Life)
- 1935: Kind Lady
- 1935: Stürme der Jugend (Ah, Wilderness!)
- 1941: Ufer im Nebel (Out of the Fog)
- 1942: Fräulein Mama (The Lady is Willing)
- 1943: Stage Door Canteen
- 1944: Drachensaat (Dragon Seed)
- 1944: Guest in the House
- 1948: Die Gezeichneten (The Search)
- 1949: Entscheidung am Fluß (Roseanna McCoy)
- 1950: Der Rebell (The Flame and the Arrow)
- 1953: The Eddie Cantor Story
- 1955: Der Mann aus Laramie (The Man from Laramie)
- 1960: Cimarron (Cimarron)
- 1961: Chefarzt Dr. Pearson (The Young Doctors)
- 1962: Der König von Hawaii (Diamond Head)
- 1963: Bretter, die die Welt bedeuten (I Could Go on Singing)
- 1963: Ein Schmetterling flog auf (All the Way Home)
- 1963/1964: Preston & Preston (The Defenders) (Fernsehserie, 2 Folgen)
- 1974: Antigone (Fernsehfilm)
- 1975: For the Use of the Hall (Fernsehfilm)